# Alfredo Ovando Candía
Pour l’article homonyme, voir Ovando.
Alfredo Ovando Candía (6 avril 1918 à Cobija - 24 janvier 1982 à La Paz) est un militaire et homme d'État bolivien. Il est à trois reprises président de son pays entre 1965 et 1970. Il est commandant en chef des Forces armées boliviennes lorsqu'elles prirent en chasse Che Guevara, le capturèrent et l'exécutèrent en 1967.

## Biographie

### Avant la présidence
Ovando Candía est né le 6 avril 1918 à Cobija, une ville située à l'extrême-nord de la Bolivie. Enrôlé dans l'armée bolivienne au début des années 1930, il combat lors de la guerre du Chaco en 1934-1935. Lors de la dissolution de l'armée, subséquemment à la révolution nationale de 1952, il devient un pilier militaire important et est chargé de la restructuration des forces armées terrestres.
En tant que commandant en chef des Forces armées boliviennes, il participe, en novembre 1964, au coup d'État visant à renverser le gouvernement de Víctor Paz Estenssoro en compagnie du vice-président en poste, René Barrientos Ortuño. Ce dernier est préféré pour devenir président de la République, en raison notamment de soupçons qui accusaient Ovando Candía d'avoir facilité l'exil de Paz Estenssoro.

### Co-présidence
En mai 1965, le président Barrientos Ortuño, prenant acte des nombreux appuis que bénéficiait Ovando Candía parmi les militaires, décide de mettre en place une nouvelle forme d'exécutif constituée d'une présidence conjointe. Ovando Candía, davantage un rival qu'un allié du général Barrientos, devient donc coprésident du pays jusqu'en janvier 1966 lorsque ce dernier démissionne pour pouvoir se présenter aux élections générales de 1966.

### Première présidence unique
De janvier à août 1966, Ovando Candía assume donc seul la présidence du pays jusqu'à ce que Barrientos Ortuño remporte les élections générales. Sa présidence est marquée notamment par l'installation d'une grande fonderie d'étain dans le département d'Oruro qui permet à la Bolivie d'acquérir une plus grande indépendance économique, ne dépendant plus des fonderies étrangères. Aussi, la Marine bolivienne est recréée lors de sa présidence en janvier 1966 et constitue l'une des trois branches des Forces armées boliviennes.

### Seconde présidence unique
Devenu président par succession constitutionnelle depuis quelques mois, Luis Adolfo Siles Salinas est chassé du pouvoir par un coup d'État mené par Ovando Candía en septembre 1969.
À nouveau président, Ovando Candía rompt avec les politiques de son prédécesseur Barrientos et renoue avec les politiques ayant suscité la Révolution de 1952, notamment la défense de l'indépendance économique du pays. 
Bien que composé de plusieurs intellectuels émergents, son cabinet ministériel fait aussi place à certains chefs militaires qui représentaient des positions moins progressistes ou de droite. Ceci suscite, au sein de son gouvernement, un tiraillement croissant entre les intérêts des factions militaires nationalistes de gauche dirigées par Juan José Torres, le nouveau commandant en chef qu'il a nommé, et les troupes fidèles au régime de droite de Barrientos. Au cours de son mandat, il abroge le Code pétrolier, la Loi sur la sécurité de l'État, promulguée par Barrientos et jugée répressive, et plusieurs lois antisyndicales. Il procède également avec son ministre des Hydrocarbures, Marcelo Quiroga Santa Cruz, à la nationalisation de la Gulf Oil, une importante société gazière américaine. Sa présidence est aussi marquée par la conclusion d'accords économiques internationaux avec l'Union des républiques socialistes soviétiques (URSS) et d'autres pays communistes et par le lancement d'une importante campagne d'alphabétisation dans la population.
La colère des factions de droite de l'armée se faisait de plus en plus entendre. Elles tentent un coup d'État contre le président Ovando Candía le 6 octobre 1970, qui réussit partiellement. Celui-ci est toutefois déjoué en quelques heures par un « contre-coup d'État » mené par Juan José Torres, qui assume la présidence du pays dès le lendemain.
Après la politique, il vit en exil et ne revient au pays qu'en 1978. Il soutient alors la candidature d'Hernán Siles Zuazo à la présidence du pays. Il meurt finalement à La Paz, le 24 janvier 1982.